# Vlašić
Vlašić es una montaña en el mismo centro de Bosnia y Herzegovina. Su cumbre recibe el nombre de Paljenik y tiene una elevación de 1.943 m s. n. m. La montaña es un gran centro para el turismo de invierno debido a su excelente aptitud para el esquí, el snowboard y otros deportes de invierno. También es un destino popular para el verano y el ecoturismo con muchas rutas de senderismo y tranquilas zonas silvestres.

## Datos
La temperatura media en invierno es de 1 °C (29 °F) mientras que la temperatura media en verano es de 14,2 °C (60.8 °F). En el invierno es abundante la nieve con una cobertura de nieve de hasta cinco meses en acumulación entre 1,5-2,1 metros.
Está cerca de la ciudad bosnia de Travnik aunque hay alojamiento disponible en la propia montaña.

## Historia
El área estaba poblada por "Vlachs" (llamados Vlasi en lengua eslava), pastores descendientes de los romanizados illirios que se refugiaron en los montes Dinaricos para sobrevivir a las invasiones de los bárbaros Avaro-eslavos del siglo VI.A ellos se debe el queso, llamado actualmente "Vlasic", famoso de esta región montuosa de Bosnia central.
Durante la guerra de Bosnia se celebraron intercambios de prisioneros por el monte Vlašić. En agosto de 1992 un grupo de prisioneros que se traían a Travnik fueron asesinados en la masacre de los acantilados de Koricani.